# Тристаннид дисамария
Тристаннид дисамария — бинарное неорганическое соединение
самария и олова
с формулой Sm2Sn3,
кристаллы.

## Получение
- Сплавление стехиометрических количеств чистых веществ:

{\displaystyle {\mathsf {2Sm+3Sn\ {\xrightarrow {1105^{o}C}}\ Sm_{2}Sn_{3}}}}

## Физические свойства
Тристаннид дисамария образует кристаллы
тетрагональной сингонии, параметры ячейки a = 0,91 нм, c = 1,54 нм, Z = 8
.
Соединение образуется по перитектической реакции при температуре 1105°С
.